# Kalifornsky
Kalifornsky és una concentració de població designada pel cens dels Estats Units a l'estat d'Alaska. Segons el cens del 2000 tenia 5.846 habitants.

## Demografia
Segons el cens del 2000, Kalifornsky tenia 5.846 habitants, 2.117 habitatges, i 1.596 famílies La densitat de població era de 32,6 habitants/km².
Dels 2.117 habitatges en un 42% hi vivien nens de menys de 18 anys, en un 62,3% hi vivien parelles casades, en un 8% dones solteres, i en un 24,6% no eren unitats familiars. En el 19,4% dels habitatges hi vivien persones soles el 2,5% de les quals corresponia a persones de 65 anys o més que vivien soles. El nombre mitjà de persones vivint en cada habitatge era de 2,74 i el nombre mitjà de persones que vivien en cada família era de 3,13.
Per edats la població es repartia de la següent manera: un 31,3% tenia menys de 18 anys, un 6,1% entre 18 i 24, un 31,5% entre 25 i 44, un 25,6% de 45 a 60 i un 5,4% 65 anys o més.
L'edat mediana era de 35 anys. Per cada 100 dones hi havia 107,5 homes. Per cada 100 dones de 18 o més anys hi havia 107,1 homes.
La renda mediana per habitatge era de 54.865 $ i la renda mediana per família de 58.750 $. Els homes tenien una renda mediana de 50.583 $ mentre que les dones 30.493 $. La renda per capita de la població era de 23.898 $. Aproximadament el 6,6% de les famílies i el 7,9% de la població estaven per davall del llindar de pobresa.

## Poblacions properes
El següent diagrama mostra les poblacions més properes.